# Simonetta Agnello Hornby

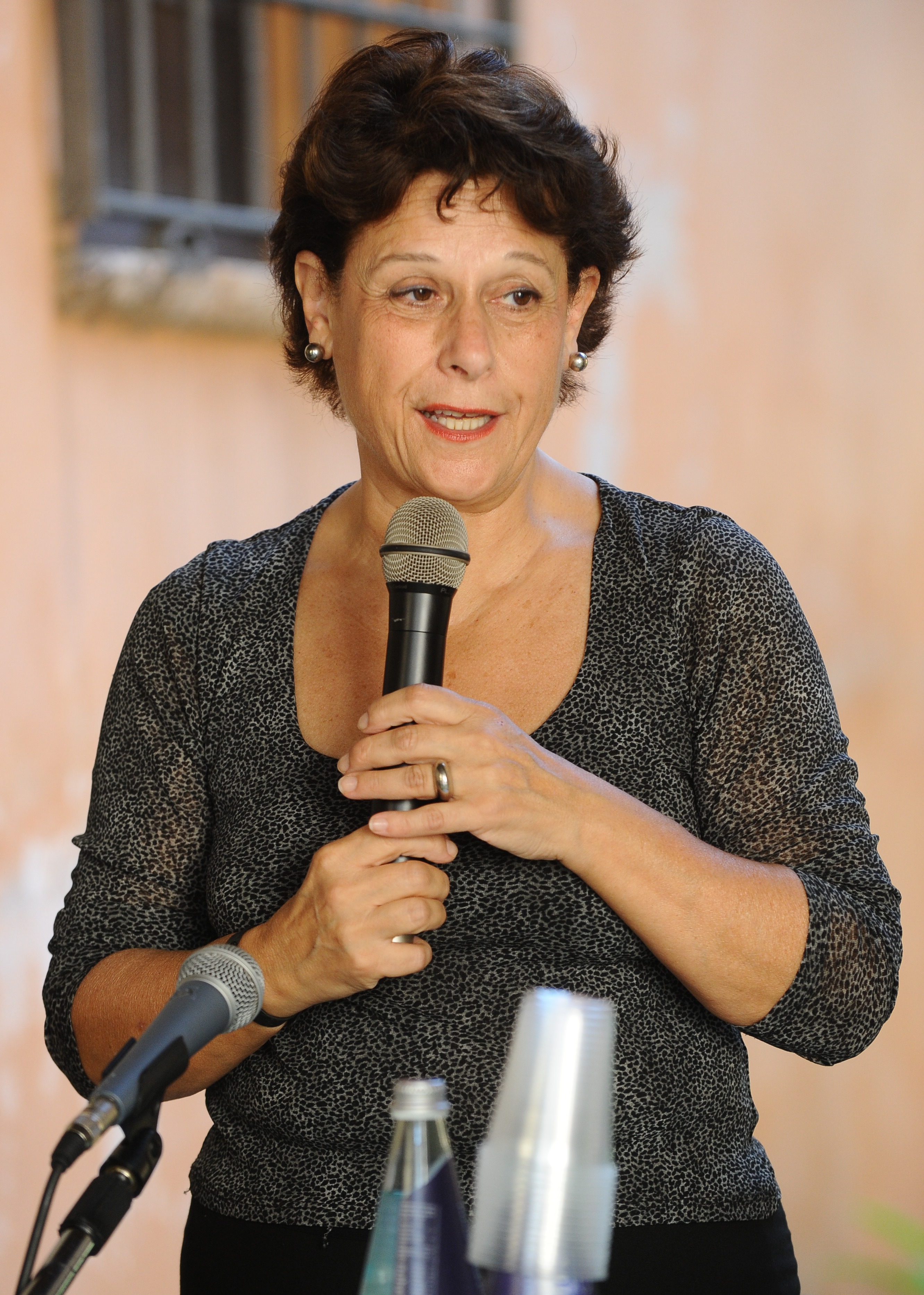
Simonetta Agnello Hornby 2012

Simonetta Gloria Agnello, verheiratete Hornby (geboren 27. November 1945 in Palermo), ist eine italienischstämmige Rechtsanwältin und Schriftstellerin, die in London lebt und die britische Staatsangehörigkeit hat.

## Leben

### Familie und Ausbildung
Die Tochter der Adligen Francesco „Cicì“ Agnello Gangitano, Baron von Signefari, und Elena Giudice Caramazza wuchs in Sizilien auf und studierte Rechtswissenschaft an der Universität Palermo. 1965 erhielt sie ein Fulbright-Stipendium an der Universität von Kansas. Im Jahr 1967 schloss sie ihr Studium in Palermo ab. Danach zog sie zunächst in die Vereinigten Staaten und anschließend nach Sambia. Seit 1972 lebt sie mit ihrem britischen Ehemann in London und hat selbst neben der italienischen auch die britische Staatsbürgerschaft.

### Rechtsanwältin
Agnello Hornby spezialisierte sich in England als Jugendanwältin und Richterin und wurde Präsidentin des Special Educational Needs and Disability Tribunal (Gericht für besondere Bildungsbedürfnisse und Behinderungen).
1979 war sie Mitbegründerin der Anwaltskanzlei Hornby and Levy im Londoner Stadtteil Brixton, die sich hauptsächlich mit muslimischen und schwarzen Einwanderern befasste und die erste Kanzlei in England war, die eine Abteilung für familiäre Gewalt einrichtete. Sie lehrte an der Universität Leicester Jugendrecht.

### Schriftstellerin
Ihr Debütroman La Mennulara aus dem Jahr 2002, ein in 19 Sprachen übersetzter Bestseller, beschreibt die Entwicklung einer jungen Sizilianerin von einer mittellosen jungen Frau zu einer angesehenen Persönlichkeit. Sie erhielt dafür zahlreiche Auszeichnungen, unter anderem den Premio Stresa für Belletristik. Im Jahr 2019 erschien eine überarbeitete Ausgabe des Romans, die einige Kapitel enthält, die die Autorin in der ersten Fassung als „verloren“ bezeichnet hatte. 2018 erschien bei Feltrinelli die Graphic Novel La Mennulara, in der Massimo Fenati die Zeichnungen erstellte.
Danach schrieb Agnello Hornby weitere Familienromane, die in Sizilien spielen: La zia marchesa, Boccamurata, Vento scomposto und La monaca. Von 2011 bis 2012 veröffentlichte sie Rezeptbücher, unter anderem in Zusammenarbeit mit ihrer Schwester Chiara Agnello, um anschließend wieder zur Belletristik zurückzukehren.

### Fernsehschaffende
Agnello Hornby trat seit 2014 öfter im italienischen Fernsehen auf. 
Im Jahr 2014 moderierte Agnello Hornby die Fernsehsendung Il pranzo di Mosé für den Sender Real Time.
2015 spielten sie und ihr Sohn George die Hauptrollen in der Doku-Reality Io & George, die auf Rai 3 ausgestrahlt wurde. Das Format zeigte in mehreren Episoden eine Reise von London nach Sizilien, die auf die Belange behinderter Menschen aufmerksam machen sollte.
2016 nahm sie im Nachmittagsfernsehen auf Canale 5 in einer Sonderfolge von Forum mit dem Titel I nuovi diritti (Die neuen Gesetze) als Richterin in einer Verhandlung teil.
Im Dezember 2023 wurde die Sendung Viaggio in Sicilia (Reise nach Sizilien) auf Rai 3 ausgestrahlt, in der sie zusammen mit dem Cartoonisten und Illustrator Massimo Fenati zusammenarbeitete. Die Sendung ist eine Reisegeschichte in vier Episoden, die Sizilien anhand der Reisen und Erinnerungen der Schriftstellerin zeigt.

### Privates
Simonetta Agnello Hornby lernte ihren Mann Martin Hornby in Cambridge kennen. Sie heirateten 1966 und bekamen zwei Söhne, George und Nicholas. George Hornby leidet an primärer progressiver Multipler Sklerose. Da ihr Vater ebenfalls behindert war, kannte die Schriftstellerin die Probleme des Behindertseins schon von Geburt an.

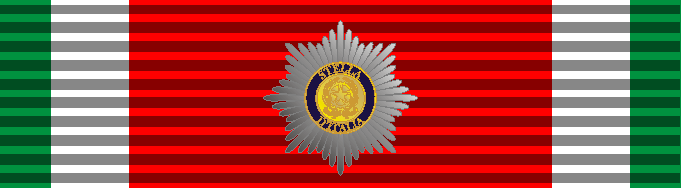
Grande ufficiale dell'Ordine della stella

## Ehrungen
- 2003: Premio Letterario Forte Village für La Mennulara[4]
- 2003: Premio Stresa für La Mennulara
- 2003: Premio Alassio Centolibri - Un Autore per Europa für La Mennulara
- 2009: Premio letterario nazionale per la donna scrittrice für Vento scomposto
- 2016: Grande ufficiale dell'Ordine della stella d'Italia[9] für ihr Engagement für Behinderte[1]

## Werke

### Autorin
- La Mennulara. Überarbeitete und erweiterte Auflage. Feltrinelli, Mailand 2019, ISBN 978-88-07-03302-5 (italienisch, Erstausgabe:  2002).
  - deutsch: Die Mandelpflückerin. Aus dem Italienischen von Monika Lustig. Piper, München / Zürich 2011, ISBN 978-3-492-27186-8 (Erstausgabe:  2003).
- La zia marchesa. Feltrinelli, Mailand 2004. ISBN 88-07-01659-1.
  - deutsch: Die Marchesa. Aus dem sizilianischen Italienisch und mit einem Nachwort von Monika Lustig. Piper, München / Zürich 2007, ISBN 978-3-492-25047-4 (Erstausgabe:  2006).
- Boccamurata. Feltrinelli, Mailand 2007. ISBN 978-88-07-01712-4.
  - deutsch: Die geheimen Briefe der Signora. Aus dem sizilianischen Italienisch von Monika Lustig. Piper, München / Zürich 2010, ISBN 978-3-492-25737-4 (Erstausgabe:  2008).
- Vento scomposto. Feltrinelli, Mailand 2009. ISBN 978-88-07-01772-8.
- Camera oscura. Skira, Mailand 2010. ISBN 978-88-572-0612-7.
- La monaca. Feltrinelli, Mailand 2010. ISBN 978-88-07-01823-7.
- Un filo d'olio. Sellerio, Palermo 2011. ISBN 88-389-2549-6.
  - deutsch: Ein Hauch Olivenöl. Eine sizilianische Familiengeschichte. Mit 15 Rezepten von Chiara Agnello. Aus dem sizilianischen Italienisch von Monika Lustig. Edition Ebersbach, Berlin 2014, ISBN 978-3-86915-081-9.
- Il veleno dell'oleandro. Feltrinelli, Mailand 2013. ISBN 978-88-07-01941-8.
- Via XX Settembre. Feltrinelli, Mailand 2013. ISBN 978-88-07-03062-8.
- La mia Londra. Giunti, Florenz 2014. ISBN 978-88-09-78683-7.
- Il pranzo di Mosè. Giunti, Florenz 2014. ISBN 978-88-09-80254-4.
- Caffè amaro. Feltrinelli, Mailand 2016. ISBN 978-88-07-03183-0.
  - deutsch: Der Jasmingarten. Aus dem Italienischen von Verena von Koskull. Goldmann Verlag, München 2017, ISBN 978-3-641-20794-6.
- Nessuno può volare. Feltrinelli, Mailand 2017. ISBN 978-88-07-03253-0.
- Piano nobile. Feltrinelli, Mailand 2020, ISBN 978-88-0703413-8
- Punto pieno. Feltrinelli, Mailand 2021. ISBN  978-8807034626
- Era un bravo ragazzo. Mondadori, Mailand 2023.
  - deutsch: Er war ein guter Junge. Aus dem Italienischen von Christine Amman. Folio, Wien / Bozen 2025, ISBN 978-3-85256-908-6.

### Mitautorin
- Mit Maria Rosario Lazzati: La cucina del buon gusto. Collana Varia, Feltrinelli, Mailand 2012. ISBN 978-88-07-49120-7.
- Mit Chiara Agnello: La pecora di Pasqua. Slow Food, Bra 2012. ISBN 978-88-8499-290-1.
- Mit Marina Calloni: Il male che si deve raccontare per cancellare la violenza domestica. Feltrinelli. Mailand 2013. ISBN 978-88-07-49150-4.
- Mit George Hornby: Rosie e gli scoiattoli di St. James. Kinderbuch mit Illustrationen von Mariolina Camilleri, Giunti, Florenz 2018, ISBN 978-88-098-6717-8.
- Mit Massimo Fenati: La mennulara. Graphic novel. Feltrinelli, Mailand 2018, ISBN 978-88-07-55012-6.
- Mit Mimmo Cuticchio: Siamo Palermo. Mondadori. Mailand 2019, ISBN 978-88-047-1325-8.
- Mit Costanza Gravina: La cuntintizza.  Mondadori. Mailand 2022. ISBN 9788804746607